# Saime Aşkın
Saime Aşkın (geboren am 1. Januar 1961 in Tunceli; gestorben 1984 oder 1985 im Irak) war ein führendes Mitglied der Arbeiterpartei Kurdistans (PKK) und wurde auf Befehl Öcalans erschossen. In der PKK verwendete sie den Decknamen Delal.
Saime Aşkın war Lehrerin in Urfa und schloss sich 1976 der Organisation an. Sie war Mitglied im Gebietskomitee für Gaziantep und aktiv der Formulierung des ersten Parteiprogramms der Partei Kürdistan Devriminin Yolu beteiligt. Nach dem Militärputsch in der Türkei 1980 ging Aşkın in den Libanon. Dort wurde sie Mitglied des Zentralkomitees der PKK. Sie war in Deutschland tätig und geriet wegen ihrer Diskussionsfreudigkeit in Opposition zu Abdullah Öcalan, dessen Ein-Mann-Herrschaft sie ablehnte. 1983 wurde Aşkın von Öcalan nach Damaskus beordert. Hier setzte sie sich für Çetin Güngör (alias Semir) ein und stellte sich gegen Öcalan. Dieser entsandte Aşkın zum Camp Lolan in den Irak, wo sie von Duran Kalkan und Ali Haydar Kaytan unter Arrest gestellt und Ende 1984 oder in der ersten Hälfte von 1985 exekutiert wurde. Nach Angaben des PKK-Dissidenten Selim Çürükkaya soll sie bei ihrer Hinrichtung einem PKK-Verantwortlichen, der sich abwenden wollte, Folgendes zugerufen haben: „Hau nicht ab, Feigling. Komm und schau es dir an! Schau dir den Mut von Revolutionären an.“ Bei ihrer Hinrichtung rief sie demnach: „Hoch lebe die PKK von Hayri, Mazlum und Kemal. Nieder mit den feigen APOisten. Ihr werdet im Faschismus enden.“
In der Urteilsbegründung des Prozesses gegen Öcalan schrieb der Richter zu den Gründen ihrer Hinrichtung, Saime Aşkın sei von der PKK zur Verräterin erklärt und deswegen hingerichtet worden.

## Familie
Saime Aşkın hatte zwei jüngere Brüder und zwei Schwestern. Ihr Bruder Ümit Aşkın war ursprünglich Aktivist der TİKKO, ließ sich aber überreden, sich der PKK anzuschließen. Nach der Hinrichtung von Saime verließ er die Organisation und lebte in Deutschland. Saime Aşkıns Bruder Cemal wurde 1980 in Tunceli bei einem Angriff türkischer Linker getötet.

## Wertung in der PKK
In der PKK wird Aşkın heute als Märtyrerin und Vorreiterin verehrt. Abdullah Öcalan beschrieb ihren Fall in seinem Buch Bir Halkı Savunmak:
Da gab es noch Saime Aşkın. Sie war Lehrerin in Urfa und eine der ersten, die sich uns anschlossen. Sie war opferbereit. Und ging nach draußen [zum Kampf]. Ich war sehr erstaunt, als ich hörte, dass sie im Lager, das Duran und Ali Haydar befehligten, mit dem Tode bestraft wurde. Was man sagte, lautete etwa: „Sie bringt die ganze militärische Disziplin durcheinander. Sie lässt alles ins Leere laufen. Deshalb war es unausweichlich, dass sie bestraft wurde.“ Ich war gezwungen, dem zu vertrauen. Das war ein Erfordernis der Disziplin. Das Ereignis erhielt einen besonderen Platz in meinem Herzen. Meines Erachtens war es niemand, den man so beseitigen konnte. Aber ich konnte nichts tun.